# Сільськогосподарський кооператив «ЛЕТАВА»
Сільськогосподарський кооператив «Летава» (село Летава, Чемеровецький район, Хмельницька область) створений у 2000 році на базі реформованого колгоспу ім. Леніна.

## Напрями діяльності
Головні напрями діяльності СГК «Летава» — вирощування зернових культур (пшениця, ячмінь, гречка), відбірної сортової картоплі, цукрового буряку, насіння кращих районованих сортів озимих та ярих зернових, овочевих культур, реалізація племінної великої рогатої худоби чорно-рябої породи, виробництво розчинників, оліфи, фарб тощо.

## Історія становлення та розвитку
В листопаді 1920 р. селянам передали понад 600 десятин землі, яка раніше становила приватну власність.
В березні 1923 р. десять найбідніших селянських господарств села Летава Чемеровецького району об'єднались в артіль «Відродження».
Господарство мало 23 десятини землі, двоє коней, дві борони, плуг, драпан.
В квітні держава надала артілі грошову позику на насіння, через рік — другу. Це дало можливість придбати шестеро коней, двоє свиней, два вози, два плуги, п'ять борін, культиватор, сівалку, збудувати стайню, майстерню по виробництву черепиці, закласти сад.
На початку 1930 р. в Летаві створено Товариство спільного обробітку землі (ТСОЗ). Воно об'єдналося з артіллю «Відродження», і новому колективному господарству було присвоєно ім'я В. І. Леніна.
У 1931 р. на летавських ланах з'явилися перші трактори і перша летавчанка-трактористка Софія Різник.
У перші повоєнні роки в колгоспі налічувалося 765 працездатних, з них — 717 жінок. Картина Т. Н. Яблонської «Хліб» (1948), написана в Летаві, живе уособлення тодішньої дійсності: золота гора збіжжя, жінки крутять віялки, вантажать мішки. Всі роботи — на жіночих плечах, і тільки воду для жниварів привозив хлопчик.
Незважаючи на труднощі, летавчани зуміли відродити довоєнну славу колгоспу: в 1947 р. зернових зібрано по 19 центнерів, цукрових буряків — по 353 центнери з гектара. Завершено електрифікацію і телефонізовано основні об'єкти господарства, відремонтовано Будинок культури.
У 2000 р. колгосп реформовано в сільськогосподарський кооператив «Летава».
У 2013 р. сільськогосподарський кооператив «Летава» реформовано в сільськогосподарський виробничий кооператив.
Вже понад 30 років не згасає, а множиться слава «Летави» під керівництвом Михайла Васильовича Шаповала, за період правління якого вдалося досягти не лише успіхів у розвитку сільського господарства, а й створити потужну соціальну інфраструктуру, що дало змогу затримати місцеву молодь, забезпечуючи гідною зарплатою, безкоштовним житлом та численними привілеями.
Завдяки правильно обраній стратегії розвитку господарства та невтомному бажанню працювати, «Летава» щорічно отримує мільйонні прибутки, показуючи найвищі результати по зернових культурах (середня урожайність 56 ц/га). За всю історію існування кооперативу не було жодного випадку затримки заробітної плати.
На алеї, що веде до Будинку культури встановлено пам'ятники трьом головам колгоспу, попередникам сьогоднішнього голови.
Особлива гордість — музей історії села, який повністю фінансується господарством і постійно збагачується новими експонатами, які розповідають про здобутки і трудові звершення багатьох поколінь летавчан.

## Керівництво
- З 1923 р. — першим головою артілі був обраний С. Ф. Калуцький, пізніше — П. П. Паньков.
- 1930—1941 р.р. — роки керівництва В. І. Дробного.
- 1944—1970 р.р. — роки керівництва Д. В. Бойка.
- 1970—1980 р.р. — роки керівництва В. Д. Ліщука.
- З 1981 р. по теперішній час господарство очолює М. В. Шаповал.

## Досягнення і нагороди
Господарство має славні трудові традиції.
В 1937 р. грошові прибутки колгоспу ім. В. Леніна досягли 1,1 мільйона карбованців. Це був перший на Поділлі колгосп-мільйонер.
Двічі — в 1939 і 1940 р.р. — колгосп представляв свої надбання на Виставці досягнень народного господарства у Москві. До Почесної книги Виставки було занесено 29 імен передовиків виробництва. Голову колгоспу В. І. Дробного нагороджено орденом Леніна, ланкових: Є. М. Антонюк — орденом «Знак Пошани», Н. Л. Цисар — медаллю «За трудову доблесть».
У лютому 1940 р. найвищою урядовою нагородою — орденом Леніна — був відзначений і колгосп ім. Леніна.
В січні 1945 р. за активну участь у створенні фонду допомоги Червоній Армії, за високі показники у республіканському соціалістичному змаганні Рада Народних Комісарів СРСР присудила колгоспові ім. Леніна перехідний Червоний Прапор. Майже 10 тисяч пудів зерна здали летавчани у фонд Армії, внесли 85 тисяч карбованців на будівництво танкової колони «Радянське Поділля» і 200 тисяч карбованців — на два бойові літаки.
У 1948 р. одночасно присвоєно Звання Героя Соціалістичної Праці голові колгоспу Д. В. Бойку, ланковим — Г. С. Горячок, Т. Й. Горячок, М. В. Нагурній, А. Т. Миколіній, Г. М. Регелюк, Т. Я. Резник, А. А. Чинник, А. Г. Шутяк, М. Ф. Юрченко, бригадирові трактористів С. М. Миколіну.
Дев'ятнадцятеро передовиків колгоспного виробництва було нагороджено орденом Леніна, шістдесят чотирьох — орденом Трудового Червоного Прапора, близько ста п'ятдесяти — медалями «За трудову доблесть» і «За трудову відзнаку».
В 1957 р. за успіхи в розвитку сільського господарства Давиду Васильовичу Бойку вдруге присвоєно звання Героя Соціалістичної Праці. Він 26 років очолював господарство і зробив його передовим не тільки в області, а й в Україні.
Трудова слава місцевого господарства, після виходу Д. В. Бойка на заслужений відпочинок, продовжилася 10-річним головуванням Володимира Давидовича Ліщука, який нагороджений золотою медаллю «Серп і Молот».
13 листопада 2001 р. Михайлу Васильовичу Шаповалу за визначні трудові досягнення, вагомий особистий внесок у розвиток агропромислового виробництва, високий професіоналізм і самовіддану працю вручено орден «За заслуги» ІІІ ст.
Указом Президента України № 859/2010 від 21 серпня 2010 року за визначні особисті заслуги перед Українською державою у розвитку сільського господарства, впровадження прогресивних технологій та передових форм господарювання, багаторічну самовіддану працю Шаповалу Михайлу Васильовичу присвоєно звання «Герой України» з врученням ордена Держави.